# Армен Алчян
Армен Альберт Алчіан (англ. Armen Alcian, 12 квітня 1914, м. Фресно, Каліфорнія, США — 19 лютого 2013, м. Лос-Анджелес, США) — американський економіст вірменського походження, один з творців економічної теорії прав власності, співавтор ефекту Алчіана-Аллена, був професором Каліфорнійського університету в Лос-Анджелесі.

## Біографія
Армен Алчіан народився 30 cічня 2025 року під Фресно, штат Каліфорнія. 
У 1932 році навчався в державному коледжі у Фресно, а в 1934 році був переведений в Стенфорд. 
У 1936 році здобув ступінь бакалавра в Стенфорді й продовжив навчання в аспірантурі, захистивши в 1943 році дисертацію на здобуття наукового ступеня доктора філософії на тему «Ефекти від змін в загальній структурі заробітної плати» (англ. The Effects of Changes in the General Wage Structure). 
У 1940-41 рр. він працював у Національному бюро економічних досліджень і Гарвардському університеті, а в 1942 — викладав в Університеті штату Орегон. 
У 1942-46 рр. служив у Повітряних силах США, займаючись статистичною роботою. У 1946 р. Армен вступив до Каліфорнійського університету. В той же час, він починає співпрацювати з аналітичним центром RAND (англ. Research ANd Development). 
У 1958 році він став професором Каліфорнійського університету. За ці роки Армен Алчіан отримав чимало нагород і почестей, а в 1996 році став заслуженим членом Американської економічної асоціації.
Передусім Алчіан відомий своїм впливом на покоління аспірантів Каліфорнійського університету, зокрема завдяки своєму курсу з мікроекономіки, який він викладав. Його найвідоміший студент - Вільям Ф. Шарп -  отримав Нобелівську премію з економіки в 1990 році за свою роботу в галузі фінансів.
Армен був завзятим гравцем у гольф і не менш захопленим користувачем комп'ютера. Він став першим співробітником економічного факультету Каліфорнійського університету, який мав комп'ютер у своєму офісі, і був піонером у впровадженні таких важливих новацій, як електронна пошта. Водночас він залишався глибоко залученим у наукові дебати, що точилися довкола ключових економічних припущень. Зокрема, багатьох студентів та тих, хто цікавиться економікою, непокоїли твердження економістів про те, що компанії ефективно максимізують прибуток. Одне з основних заперечень полягає в тому, що далеко не всі менеджери  володіють достатніми знаннями, щоб мати можливість максимізувати прибуток. 
У 1950 році Алчіан запропонував ґрунтовну відповідь на це заперечення у своїй першій великій праці — «Невизначеність, еволюція і економічна теорія» (англ. Uncertainty, Evolution and Economic Theory, 1950).
Алчіан також здобув широку відомість завдяки підручнику «Університетська економіка» (University Economics, 1964), написаному у співавторстві з Вільямом Р. Алленом. Цей посібник вирізняється серед інших своєю літературною мовою та гумором, що є нетиповими для економічних підручників, і при цьому доступно розкриває складні для студентів питання. Автори надають перевагу не критиці, а навчальній полеміці, яка спонукає читача до активного мислення. Візьмімо, наприклад, опис проблеми насильства, поданий у книзі:
|  | Перш ніж засуджувати насильство (фізичну силу) як засіб соціального контролю, зверніть увагу на те, що погрози його застосування та навіть безпосереднє застосування широко практикуються і викликають захоплення — принаймні, коли вдало застосовуються в національному масштабі. Юлій Цезар завоював Галлію і був удостоєний почестей від римлян; якби він просто винищив місцевих жителів, він був би проклятий як гангстер. Олександр Македонський, який завоював Близький Схід, не розцінювався греками як розбійник, так як і Карл Великий після завоювання Європи. Європейці силою захопили, поділили та переділили Америку. Ленін в Росії не розглядається як заколотник. Аналогічно як і іспанський Франко, кубинський Кастро, нігерійський Говон, угандійський Амін, китайський Мао, американський Джордж Вашингтон |

Крім цього, великий вплив Алчіан здійснив на економіку прав власності.

## Еволюція та навчання
Постійною темою в Алчіана є раціональний погляд економічно раціональної людини на себе. Армен, однак, набагато випередив свій час в баченні індивідуальної раціональності як наслідку, а не як припущення. Цей еволюційний момент був чітко викладений в 1950 році: він стверджував, що незалежно від мотивів, ефективна поведінка може мати місце, а неефективна — ні. Навчання і невизначеність — постійна тема робіт Армена протягом всієї його кар'єри; особливий інтерес представляє його емпірична робота "Надійність кривих прогресу у виробництві авіаційних планерів" ("Reliability of Progress Curves in Airframe Production") (1963). Ця піонерська робота, як зазначили Лінда Аргот і Денніс Еппл, викликала інтерес до кривої навчання в організаціях, тоді як Габбард стверджував, що її «вважають першою емпіричною спробою дослідження кривих навчання — важливої характеристики багатьох галузей».

## Право та економіка
Алчіан є одним з батьків-засновників «Школи права і економіки», і зокрема того, що стало відомим як підхід, заснований на правах власності. Цей підхід робить акцент на наслідках майнових прав для стимулюючих і тих, що несуть ризики, причин, а також на неефективність, яка може виникнути в результаті спільної власності.

## Трансакційні витратиі теорія організацій
Інтерес Алчіана до права, економіки та майнових прав природним чином спонукав його до вивчення діяльності фірм та інших організацій. На початку 1970-х років він і Гарольд Демсец опублікували визначну роботу, присвячену теорії фірми. В ній підкреслювалося, яким чином фірма може інтегрувати екстерналії (зовнішні чинники), пов'язані з проблемами стимулювання. Були підкреслені труднощі моніторингу при наявності ухилення від праці, а сама стаття зберігає свою наукову актуальність досі в частині проблем, що стосуються трудових контрактів і морального ризику. Робота Алчіана над теорією організацій продовжилася і в кінці 1970-х років, коли він разом з Робертом Кроуфордом і Бенджаміном Кляйном вивчав, як окремі інвестиції створюють затримки в розв'язанні проблем, котрі частково можуть бути вирішені шляхом вертикальної інтеграції між бізнес-підрозділами.

## Інформаційні витрати та «незайнятість» ресурсів
Алчіан також був одним із піонерів ідеї про те, що витрати на отримання інформації можуть призводити до «незайнятості» ресурсів, особливо робочої сили. Як це часто бувало з Арменом, його напрацювання на цю тему роками залишалися «в шухляді» й використовувалися переважно в аспірантських курсах, доки колеги не закликали його до публікації. Окрім основної тези про те, що незайняті ресурси перебувають у пошуку більш продуктивного застосування, Алчіан акцентував увагу на ролі посередників, які сприяють ефективнішому залученню ресурсів. Ця праця стала одним із витоків сучасної літератури про пошук і зайнятість ресурсів — напряму, який активно розвивається й сьогодні.

## Гроші
Алчіан також все життя захоплювався роллю грошей як посередника в торгівлі. У тісному зв'язку з його роботою про інформаційні витрати й «незайнятість» ресурсів, він підкреслює, що використання грошей спричинює зниження витрат на ведення торгівлі.

## Обмін та виробництво
Алчіан також широко відомий як автор (разом з Вільямом Алленом) підручника для першого курсу «Обмін і виробництво», який з'явився у 1964 році. Ця книга, знайома багатьом поколінням як студентів, так і аспірантів, унікальна. На відміну від більшості елементарних бакалаврських текстів, які надмірно лаконічні, «Обмін та виробництво» трохи іронічна, оскільки виставляє напоказ політкоректність, задовго до того, як вона отримала свою назву. Вона унікальна ще й тим, що в неї включені найсвіжіші думки Алчіана і Аллена з таких питань, як права власності та безробіття, коли в більшості інших підручників висвітлюється стан економічної теорії щонайменше 20 років тому.
У книзі автори також описали ефект, який згодом отримав назву «ефект Алчіана — Аллена». Він полягає в тому, що якщо для двох товарів-замінників — наприклад, високоякісного та низькоякісного сортів одного й того ж продукту — одночасно зростає ціна за одиницю фіксованої кількості (через підвищення транспортних витрат або запровадження непрямих податків), то споживчий вибір зміщується на користь більш якісного товару. Це пояснюється тим, що внаслідок загального подорожчання відносна ціна високосортного товару знижується, роблячи його більш привабливим для споживачів.